# Sweet 7
Sweet 7 è il settimo album in studio del gruppo musicale britannico Sugababes, pubblicato il 5 marzo 2010 dalla Island Records.
La prima pubblicazione del disco è avvenuta per la Universal in Polonia il 5 marzo. A seguire è stato pubblicato in diversi altri paesi nel corso dello stesso mese e per altre due etichette, la Island e la Roc Nation.
L'album è stato anticipato dalla pubblicazione di ben tre singoli; il primo, Get Sexy, è uscito nell'estate del 2009 ed è stato interpretato con la presenza nella formazione di Keisha Buchanan, che ha abbandonato il gruppo pochi mesi dopo. I seguenti singoli, così come tutte le tracce dell'album tranne il primo singolo, sono state registrate dalle due precedenti componenti Amelle Berrabah e Heidi Range insieme a Jade Ewen, che ha sostituito la Buchanan nella formazione del complesso. Gli altri due singoli estratti sono stati About a Girl, nel novembre del 2009, e Wear My Kiss, nel febbraio dell'anno successivo.

## Registrazione e nuova formazione
Prima della creazione dell'album, le Sugababes hanno firmato un contratto con l'etichetta discografica di Jay-Z, la Roc Nation. L'album è stato registrato principalmente a Los Angeles e a New York più alcune sessioni a Londra.
Il gruppo ha lavorato con produttori come RedOne, Ryan Tedder,  Stargate, Fernando Garibay, Jack Lucien (About a Girl e Wait for You) e gli Smeezingtons (Phillip Lawrence and Bruno Mars). Una delle tracce dell'album, No More You, è stata inoltre scritta dal noto Ne-Yo, mentre Sean Kingston ha collaborato nella canzone Miss Everything cantando il ritornello.
Dopo la pubblicazione del primo singolo, Get Sexy, e solo due mesi prima dell'uscita dell'album, previsto per novembre 2009, i media hanno riportato la notizia che Amelle Berrabah, una delle componenti del gruppo, aveva abbandonato la formazione. La Buchanan, comunque, ha negato ogni litigio all'interno del gruppo e ha insistito dicendo che la Berrabah sarebbe rimasta un membro della band, "per il momento". Il 21 settembre 2009, fu annunciato ufficialmente che Keisha Buchanan ha lasciato la band, anche se ha affermato che non è stata una sua decisione. Il suo posto è stato preso da Jade Ewen, che ha iniziato immediatamente a registrare le sue parti sopra la voce di Keisha in vista della pubblicazione dell'album in novembre.
Si pensava inoltre che questo album sarebbe stato lanciato negli Stati Uniti, ma ciò non è mai avvenuto. Nonostante ciò l'album è uscito anche in Canada.

## Critica
L'album ha ricevuto delle critiche pesantemente negative, poiché le sonorità non sono state giudicate adatte al gruppo, tra l'altro offuscate dal terzo cambio di formazione. Caroline Sullivan del "The Guardian" ha definito l'album "deludente" e ha criticato l'inesplicabile cambiamento di sound della band, affermando che "la maggior parte dei brani sono in balia dei suoni robotici di Lady Gaga o semplicemente sbagliati per questa band".
Gavin Martin del "Daily Mirror" ha affermato che l'album è come un pasticcio commerciale senza anima.

## Tracce
CD (Island 060252727295 (UMG) / EAN 0602527272955)
1. Get Sexy - 3:13 (Richard Fairbrass, Rob Manzoli, Christopher Fairbrass, Bruno Mars, Philip Lawrence, Ari Levine)
2. Wear My Kiss - 3:43 (Fernando Garibay, Bruno Mars, Philip Lawrence, Carlos Battey, Steven Battey)
3. About a Girl - 3:28 (Makeba Riddick, Nadir Khyat)
4. Wait for You - 3:50 (Fernando Garibay, Bruno Mars, Philip Lawrence)
5. Thank You for the Heartbreak - 3:41 (Ryan Tedder, Stargate, Claude Kelly)
6. Miss Everything (feat. Sean Kingston) - 3:39 (Bruno Mars, Philip Lawrence, Ari Levine, Brody Brown)
7. She's a Mess - 3:25 (Bruno Mars, Philip Lawrence, Ari Levine)
8. Give It to Me Now - 3:00 (Crystal Johnson, Reggie Perry)
9. Crash & Burn - 3:37 (Jonas Jeberg, Marcus Bryant, Nakisha Smith)
10. No More You - 4:12 (Shaffer Smith, Mikkel Storleer Eriksen, Tor Erik Hermansen)
11. Sweet & Amazing (Make It the Best) - 3:50 (Rob Allen, Mikkel Storleer Eriksen, Tor Erik Hermansen, Martin Kleveland, Bernt Stray)
12. Little Miss Perfect - 3:46 (Tor Erik Hermansen, Mikkel Storleer Eriksen, Claude Kelly)

## Classifiche
| Classifica (2010) | Posizione massima |
| ----------------- | ----------------- |
| Regno Unito       | 14                |
| Irlanda           | 35                |
| Svizzera          | 92                |
| Grecia            | 5                 |